# 12 Bürger
12 Bürger (十二公民,  Shí'èr gōngmín) ist ein chinesischer Kriminalfilm aus dem Jahr 2014 unter der Regie von Xu Ang. Der Film wurde am 19. Oktober 2014 auf dem Internationalen Filmfestspiel von Rom uraufgeführt und wurde am 15. Mai 2015 in China veröffentlicht. 
Die Handlung basiert auf dem Fernsehfilm Die zwölf Geschworenen von Reginald Rose. Verschiedene Anpassungen an die chinesische Kultur wurden vorgenommen. So wurde der Protagonist von einem ursprünglichen Durchschnittsbürger zu einem Staatsanwalt der Kommunistischen Partei Chinas umgeschrieben.

## Handlung
An einem heißen Sommertag nehmen 12 männliche „Bürger“ an einem simulierten Geschworenenprozess für ein westliches Rechtsstudium an einer juristischen Fakultät teil. Die Geschworenen sollen entscheiden, ob ein Junge schuldig ist oder nicht, seinen Vater mit einem Messer ermordet zu haben, basierend auf den Beweisen. Die von den Studenten des Kurses vorbereiteten Beweise scheinen unwiderlegbar, und es sieht so aus, als ob die Geschworenen ihn für schuldig halten werden. Doch ein Geschworener widersetzt sich dem Konsens und erkennt die Nuancen und die Ernsthaftigkeit des Urteils. Seine Motive sind unklar, aber er möchte die Möglichkeit in Betracht ziehen, dass es vernünftige Zweifel an der Schuld des Jungen gibt. Infolgedessen werden die Beweise langsam abgeglichen und überprüft. Aufgrund der unterschiedlichen Persönlichkeiten und starken Meinungen der Geschworenen entstehen Konflikte. Schließlich sind alle Geschworenen nach und nach überzeugt, dass es berechtigte Zweifel gibt, und erklären den Jungen für unschuldig. Am Ende des simulierten Geschworenenprozesses sind die Geschworenen sichtlich erschöpft. Der Geschworene, der sich widersetzte und den Fall genau untersuchen wollte, wird als Staatsanwalt der Volksrepublik China enthüllt.

## Besetzung
| Schauspieler | Schauspieler (Pinyin) | Rolle                                           |
| ------------ | --------------------- | ----------------------------------------------- |
| 何冰         | He Bing               | Geschworener Nr. 8, die Hauptfigur              |
| 雷佳         | Lei Jia               | Geschworener Nr. 1, der Vorsteher               |
| 王刚         | Wang Gang             | Geschworener Nr. 2, ein Lehrer                  |
| 韩童生       | Han Tongsheng         | Geschworener Nr. 3, ein Taxifahrer              |
| 赵春羊       | Zhao Chunyang         | Geschworener Nr. 4, ein Immobilienbesitzer      |
| 高东平       | Gao Dongping          | Geschworener Nr. 5                              |
| 李光复       | Li Guangfu            | Geschworener Nr. 6, ein Arzt                    |
| 钱波         | Qian Bo               | Geschworener Nr. 7, ein Ladenbesitzer           |
| 米铁增       | Mi Tiezen             | Geschworener Nr. 9, der Älteste                 |
| 张永强       | Zhang Yongqiang       | Geschworener Nr. 10, ein Vermieter              |
| 班赞         | Ban Zan               | Geschworener Nr. 11, ein Sicherheitsbeamter     |
| 刘辉         | Liu Hui               | Geschworener Nr. 12, ein Versicherungsvertreter |

## Rezeption
Bis zum 16. Mai 2015 hat der Film 2,07 Millionen RMB an den chinesischen Kinokassen eingespielt.
Derek Elley von Film Business Asia gab dem Film 9 von 10 Punkten und schrieb, er sei „hervorragend geschrieben und gespielt.“
Deborah Young vom The Hollywood Reporter kommentierte das Ende des Films und sagte, dass „man die finale Enthüllung über Geschworenen Nr. 8 kritisieren könne, die das progressive Demokratie-Bild des Films zerstört.“